# 司隸 (北燕)
司隸是五胡十六国中后燕、北燕的京师地区。
建平元年（398年），后燕迁都龙城（今辽宁省朝阳市双塔区），在龙城设置司隶校尉，下辖昌黎尹（治龙城）和侨置乐浪郡、带方郡、营丘郡、成周郡。长乐元年（399年），侨置燕郡属司隶。北燕建立，沿置司隶校尉。太兴二年（432年），营丘郡、成周郡、乐浪郡、带方郡入北魏。太兴六年（436年），北魏灭北燕，废除龙城的司隶。
司隶校尉
- 慕容熙（约398年—401年在位）
- 张显（约401年在位）